# Robert John Tillyard
Robert John Tillyard aussi connu sous Robin (31 janvier 1881 au 14 janvier 1937) est un entomologiste et un géologue anglo-australien. Il est né à Norwich, dans le Norfolk en Angleterre, de J. J. Tillyard et de sa femme Mary Ann Frances. En 1909, il se marie avec Patricia Cruske avec qui il aura quatre filles.

## Biographie

### Éducation
Il réalisa ses études au collège Dover et essaya par la suite d'incorporer l'armée, où il fut rejeté en raison de ses antécédents de rhumatisme. Il gagna une bourse pour les classiques à l'Université d'Oxford et une autre pour les mathématiques à l'Université de Cambridge. Il choisit la seconde et y sera diplômé en 1903. En 1904, il partit en Australie pour poursuivre ses études. Il y sera nommé pour une seconde en mathématiques et devint maître en science au Sydney Grammar School. Neuf ans plus tard, il démissionne et entreprend un diplôme en recherche dans le domaine de la biologie à l'Université de Sydney. Il termina son baccalauréat de recherche en 1914.

### Carrière

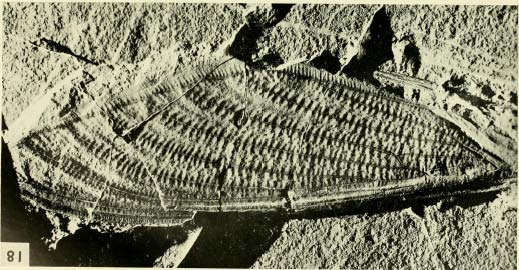
Description d'un fossile par Tillyard

En 1914, il se blesse dans un accident de chemin de fer et sa réhabilitation se fera tranquillement. En 1915, il est reconnu "Linnean Macleay Fellow" dans le département de zoologie à l'Université de Sydney. Il y sera nommé comme professeur en 1917. Dans la même année, il publie dans la revue de zoologie de l'Université de Cambridge, la biologie des libellules. Il recevra également le prix Crips et la médaille de la Société linnéenne de Londres. En 1920, il fut nommé comme chef du département de biologie à l'institut Cawthron, à Nelson, en Nouvelle-Zélande. Dans la même année, il recevra un diplôme honorifique de doctorat conféré par l'Université de Cambridge.
En Nouvelle-Zélande, Tillyard se gagne une bonne réputation pour ses recherches sur le contrôle biologique des ravageurs de plantes et des insectes prédateurs. Il sera reconnu surtout pour ses travaux sur l'introduction d'une guêpe parasitoïde comme agent de contrôle contre les pucerons laineux dans les pommiers. En 1925, il sera élu membre de la Royal Society de Londres et l'année suivante, il publiera son livre sur les insectes de l'Australie et de la Nouvelle-Zélande. Ce livre devint l'ouvrage de référence sur l'entomofaune australienne pendant une cinquantaine d'années. Tillyard publiera largement sur l'ordre des Odonates, des Plécoptères, des Neuroptères et sur les autres ordres d'insectes. Il réalisera également des recherches sur les fossiles, la nervation des ailes et la phylogénie des insectes. Par la suite, il reçut la médaille Trueman Wood medal of the Royal Society of Arts and Science de Londres et sera nommé directeur adjoint à l'institut Cawthron.
En 1928, il retourna en Australie pour devenir chef entomologiste du Commonwealth, dans la branche scientifique du Commonwealth et de l'organisation sur la recherche industrielle. Il occupera ce poste pendant six ans mais son état de santé devenant précaire, il fut obligé à une retraite avant terme.
En 1929, alors qu'il était encore en poste au Commonwealth, il reçut la médaille commémorative RM Johnston de la Société royale de la Tasmanie. En 1931, il obtient la médaille Clarke de la Société royale de la Nouvelle-Galles du Sud et en 1935, ce fut celle de Von mueller. Au cours de sa retraite, sa santé s'améliora et il continua à contribuer activement à la recherche scientifique. Il fut d'ailleurs bien connu aux États-Unis où il ira plusieurs fois. Il mourra le 13 janvier 1937 à la suite d'un accident de voiture.
Dans ses dernières années, Tillyard était beaucoup intéressé par des fossiles précambriens du sud de l'Australie. Il publiera un mémoire avec Edgeworth David sur les fossiles de la fin du précambrien, en 1936. Il fut l'un des chercheurs les plus influents sur les fossiles des dépôts Elmo Permien, croyant que la clé de la phylogénie des insectes était à l'intérieur de ces vestiges.